# Нуцубидзе, Илья Давидович
Илья Давидович Нуцубидзе (груз. ილია დავითის ძე ნუცუბიძე, 20 июля 1883, Парцханаканеви, Кутаисская губерния — не ранее 1921) — грузинский политик, член Учредительного собрания Грузии (1919—1921).

## Биография
Окончил Кутаисскую духовную семинарию.
Изучал экономику в Киевском коммерческом институте, окончил три курса. 
Член российской эсеровской партии. 13 июня 1907 года был арестован в Тифлисе по обвинению в членстве в военизированной организации. Арестован во второй раз в 1909 году. 
В ноябре 1917 года избран членом Национального совета Грузии. С 1918 года был членом Главного комитета грузинской социалистической революции. 
На 12 марта 1919 года избран членом Учредительного собрания Республики Грузия по списку Социал-революционной партии Грузии; был секретарём Комиссии по регулированию, членом библиотечного, военного, бюджетного и финансового комитетов. 
В 1921 году, после советизации Грузии, он покинул свою родину и жил во Франции. Принимал активное участие в политической и общественной жизни эмиграции.
Похоронен на Левильском кладбище .